# Moro Tashiro
Moro Tashiro est un boxeur ghanéen né le 4 février 1956.

## Carrière
En raison du boycott africain des Jeux olympiques d'été de 1976 à Montréal, Moro Tashiro doit déclarer forfait alors qu'il doit affronter au premier tour l'Indonésien Syamsul Harahap (en) dans la catégorie des poids super-légers. 
Il est ensuite médaillé d'argent dans la catégorie des poids welters aux Jeux africains d'Alger en 1978.